# Tisonia leandriana
Tisonia leandriana är en videväxtart som beskrevs av Joseph Marie Henry Alfred Perrier de la Bâthie. Tisonia leandriana ingår i släktet Tisonia och familjen videväxter. Inga underarter finns listade i Catalogue of Life.